# Tanshui
Tanshui (kinesiska: 潭水) är en köping i sydöstra Kina. Det ligger i Yangchun i staden Yangjiang i provinsen Guangdong, omkring 210 kilometer sydväst om provinshuvudstaden Guangzhou. Antalet invånare är 56 599. Befolkningen består av 26 836 kvinnor och 29 763 män. Barn under 15 år utgör 21,0 %, vuxna 15-64 år 65 %, och äldre över 65 år 12,0 %.